# Cover Version
Cover Version – kompilacja nagrań brytyjskiego muzyka Stevena Wilsona. Wydawnictwo ukazało się 30 czerwca 2014 roku nakładem wytwórni muzycznej Kscope Music. Na płycie znalazło się dwanaście piosenek oryginalnie wydanych na sześciu singlach. Na każdym z singli znalazł się jeden utwór premierowy oraz cover. Wyjątek stanowi utwór "The Unquiet Grave" będący tradycyjnym brytyjskim utworem folkowym.
Album dotarł m.in. do 46. miejsca polskiej listy przebojów – OLiS.

## Lista utworów
Opracowano na podstawie materiału źródłowego.
1. "Thank U" (Alanis Morissette) – 4:39
2. "Moment I Lost" (Steven Wilson) – 3:12
3. "The Day Before You Came" (Abba) – 5:06
4. "Please Come Home" (Steven Wilson) – 3:30
5. "A Forest" (The Cure) – 6:04
6. "Four Trees Down" (Steven Wilson) – 3:33
7. "The Guitar Lesson" (Momus) – 4:03
8. "The Unquiet Grave" (utwór tradycyjny) – 6:57
9. "Sign O' the Times" (Prince) – 3:55
10. "Well You're Wrong" (Steven Wilson) – 3:35
11. "Lord of the Reedy River" (Donovan) – 5:03
12. "An End to End" (Steven Wilson) – 5:12